# Cromlech von Kergonan
Der Cromlech von Kergonan (auch Cromlech von Kergenan genannt) ist der größte Steinkreis Frankreichs. Er liegt auf der Île-aux-Moines im Département Morbihan in der Bretagne. Bei den Einheimischen heißt er (französisch Cercle de l’Ankou – deutsch „Kreis des Todes“).

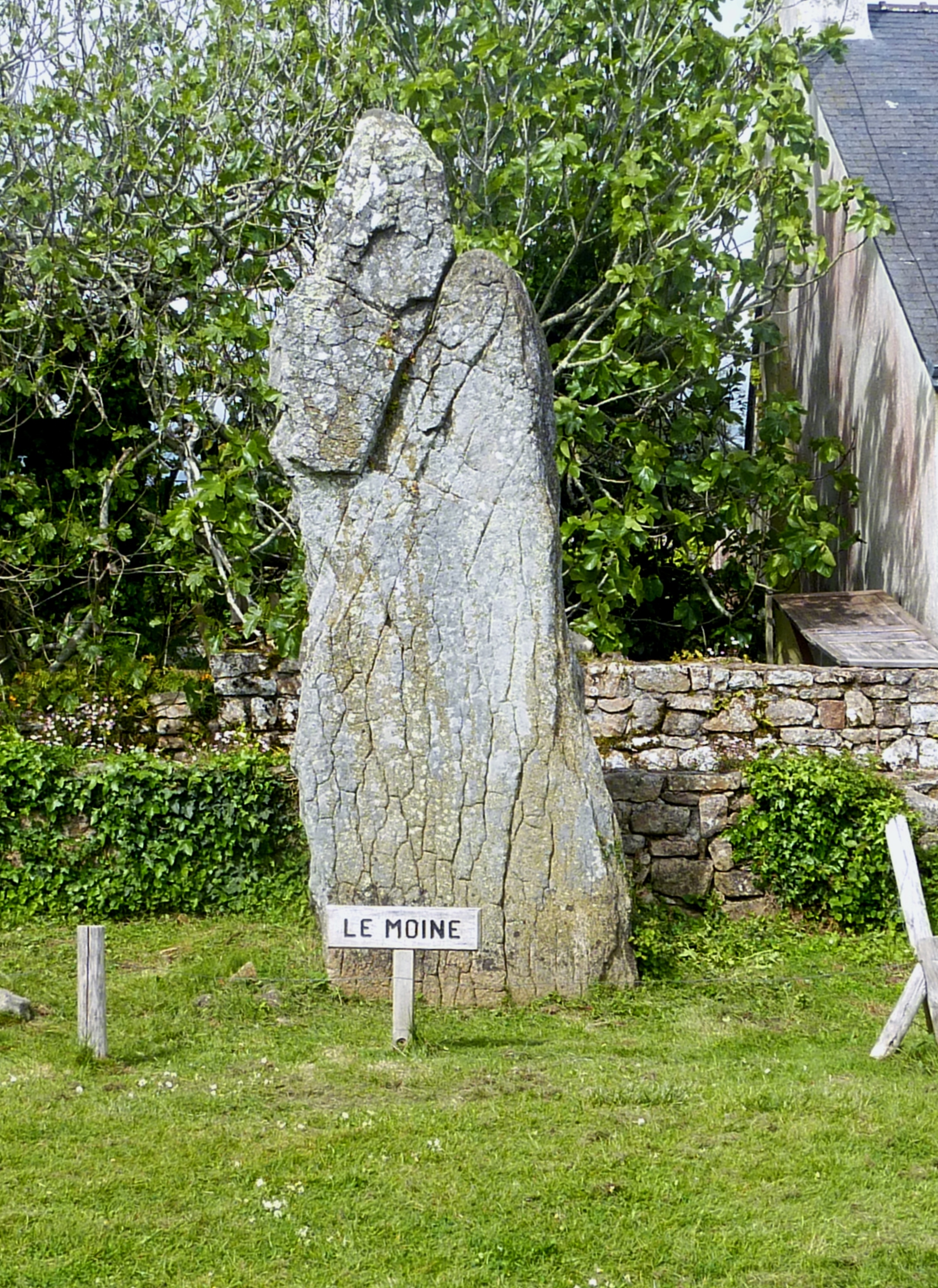
„Le Moine“ – der Mönch; der größte Menhir des Steinkreises

Die von ursprünglich etwa 50 verbliebenen 34 Steine bilden heute einen nach Südosten offenen Halbkreis. Der leicht ovale Steinkreis hat einen Durchmesser von etwa 100 m. Das Nordende liegt in privaten Gärten, während der südliche Teil zugänglich ist. Die Form ähnelt heute einem Hufeisen. Es wird gesagt, dass der Kreis früher D-förmig war. Am nordwestlichen Ende steht ein größerer Menhir, der wegen seiner Ähnlichkeit mit der Silhouette eines Mönches, der eine Kapuze trägt, französisch Le Moine – deutsch „Mönch“ genannt wird. Auf dem Stein sind kleine Schälchen (französisch cupules) eingepickt. Zacharie Le Rouzic (1864–1939) fand im Jahre 1923 eine Axtritzung auf einem der Menhire, aber diese wurde danach nicht mehr beobachtet. In der Mitte des Kreises ist eine Lage aus Feuerstein gefunden worden. Die Steine sind etwa 2,0 bis 3,5 Meter hoch.
Zwei Tumuli liegen innerhalb des Cromlechs.

## Verbreitung von Cromlechs in Frankreich
Der Cromlech von Kergonan und die beiden Steinkreise von Er Lannic gehören zu den wenigen Steinkreisen im Département Morbihan. Zwei weitere Steingehege liegen im Wald bei Kerlescan. Am westlichen Enden der Steinreihe von Le Menec bei Carnac ist ein nur in Teilen erhaltener Cromlech zu sehen, der von den – wahrscheinlich jüngeren – Steinreihen zerschnitten wird. Andere Steinkreise befinden sich im Département Finistère.